# Chevrolet El Camino
Chevrolet El Camino (traducere din spaniolă: „drumul”) este o autoutilitară construită în Statele Unite ale Americii de către compania Chevrolet, între anii 1959-1960 și 1964–1987. A fost lansat pe piață drept concurentul lui Ford Ranchero. De-a lungul anilor, au fost vândute diferite modele de El Camino: The Super Sport, The Black Knight, The Conquista și normalul El Camino. A avut și modele soră: GMC Sprint și GMC Cabalerro. În Mexic a fost cunoscut drept Chevrolet Conquistador.
Multe modele El Camino sunt folosite și astăzi, cele mai cunoscute fiind modelele din anii '60, datorită formei lor unice.

## Generații
Evoluția acestui model a fost împărțită în cinci generații. În fiecare generație, mașinii i-a fost dată altă formă și altă motorizare. El Camino a fost un model atât de cunoscut, încât a fost refăcut de mulți fabricanți de mașini de jucării.
| Generația | Producția | Motorizare                                            | Platforma | Asamblat în | Înfrățit cu                                                           | Numit și      |
| --------- | --------- | ----------------------------------------------------- | --------- | --- | --------------------------------------------------------------------- | ------------- |
| I         | 1959-1960 | 235 in³ I6 283 in³ V8 348 in³ V8                      |           | |                                                                       |               |
| II        | 1964-1967 | 327 in³ V8 396 in³ V8                                 | A         | Atlanta, Georgia Baltimore, Maryland Fremont, California Framingham, Massachusetts Kansas City, Missouri Oshawa, Ontario, Canada                             | Chevrolet Chevelle                                                    |               |
| III       | 1968–1972 | 350 in³ V8 396 in³ V8 454 in³ V8                      | A         | Arlington, Texas Atlanta, Georgia Baltimore, Maryland Flint, Michigan Fremont, California Kansas City, Missouri Van Nuys, California Oshawa, Ontario, Canada | Chevrolet Chevelle                                                    | GMC Sprint    |
| IV        | 1973–1977 | 350 in³ V8 396 in³ V8 454 in³ V8                      | A         | Baltimore, Maryland Doraville, Georgia Leeds, Missouri Arlington, Texas Fremont, California Oshawa, Ontario, Canada                                          | GMC Sprint                                                            |               |
| V         | 1978–1987 | 5.7 L Small-Block V8 5.0 L Small-Block V8 4.3 L 3.8 L | A G       | Baltimore, Maryland Doraville, Georgia Leeds, Missouri Arlington, Texas Fremont, California Oshawa, Ontario, Canada Ramos Arizpe, Mexico                     | Buick Regal Chevrolet Malibu Chevrolet Monte Carlo Pontiac Grand Prix | GMC Caballero |